# Ilex wightiana
Ilex wightiana là một loài thực vật có hoa trong họ Aquifoliaceae. Loài này được Wall. ex Wight mô tả khoa học đầu tiên năm 1848.